# Bistum Rodez
Das Bistum Rodez (lat.: Dioecesis Ruthenensis) ist eine in Frankreich gelegene römisch-katholische Diözese mit Sitz in Rodez. Sein Gebiet entspricht dem Département Aveyron.

## Geschichte
Das Bistum Rodez wurde im 5. Jahrhundert errichtet und dem Erzbistum Bourges als Suffraganbistum unterstellt. Am 11. Juli 1317 gab das Bistum Rodez Teile seines Territoriums zur Gründung des Bistums Vabres ab. Das Bistum Rodez wurde am 3. Oktober 1678 dem Erzbistum Albi als Suffraganbistum unterstellt. Am 29. November 1801 wurde das Bistum Rodez aufgelöst und dessen Gebiet den Bistümern Cahors und Saint-Flour angegliedert. Das Bistum Rodez wurde am 6. Oktober 1822 durch Papst Pius VII. mit der Apostolischen Konstitution Paternae charitatis erneut errichtet. Am 16. Dezember 2002 wurde das Bistum Rodez dem Erzbistum Toulouse als Suffraganbistum unterstellt.

## Weblinks

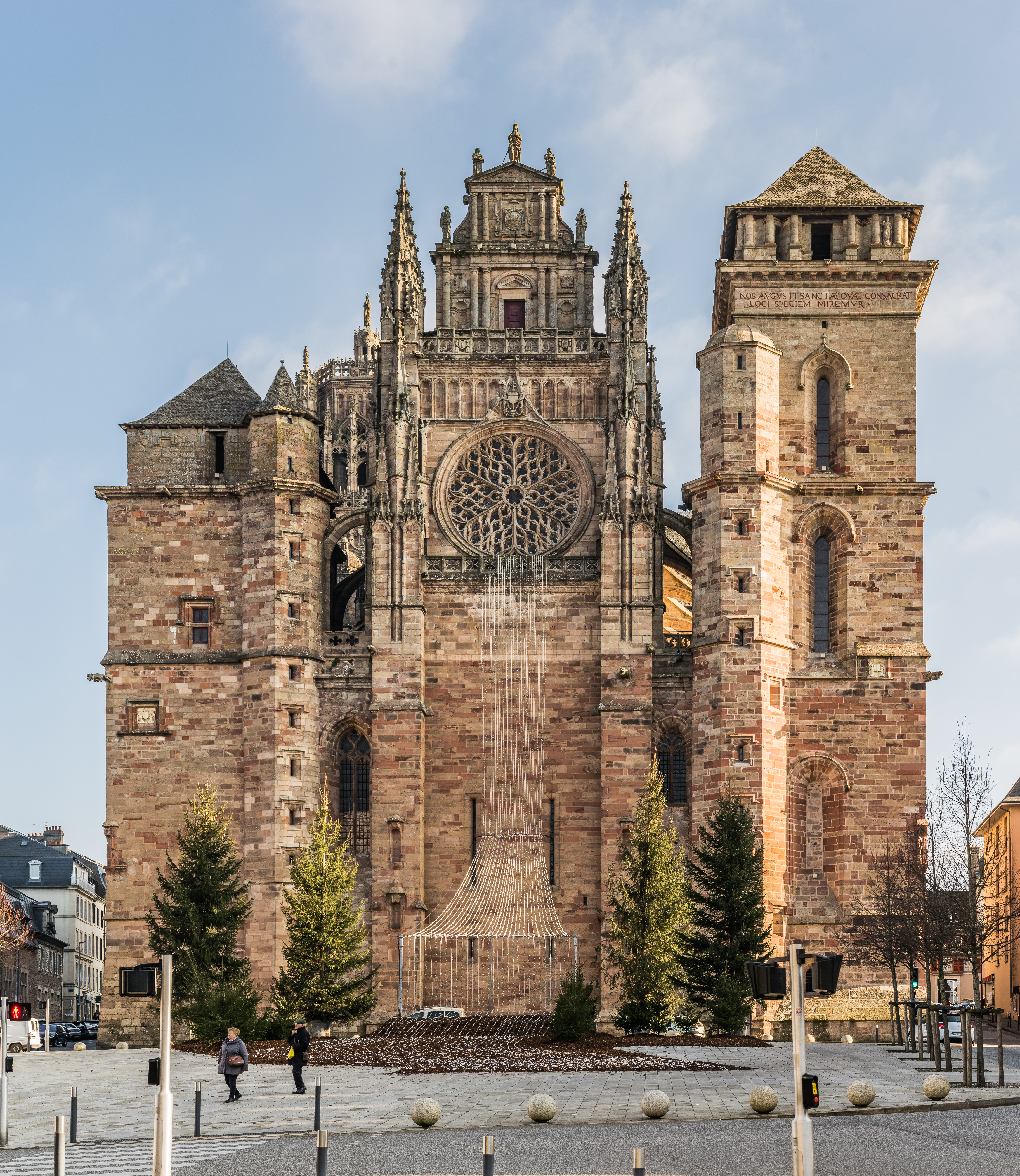
Kathedrale Notre-Dame in Rodez